# Campe
Campe (in greco antico: Κάμπη) è una figura della mitologia greca, era la custode del Tartaro.

## Caratteristiche
Aveva l'aspetto di una donna anziana per la metà superiore, per la metà inferiore di drago ricoperta di serpenti, come i suoi capelli. Dove si congiungono le due metà la pelle ribolle e talvolta si formano teste di animali. Può essere armata di due spade avvelenate. Rea predisse a Zeus che avrebbe potuto vincere la guerra contro i Titani e spodestare il padre Crono solo se si fosse alleato con i Ciclopi (Arge, Sterope e Bronte) che tempo addietro erano stati confinati nel Tartaro dallo stesso Crono. Questi li aveva utilizzati nella guerra contro Urano e in seguito se ne era sbarazzato temendo le loro abilità di fabbri di oggetti magici.
Zeus quindi decise di liberarli e uccise Campe, che si era opposta. Liberò così i Ciclopi e gli Ecatonchiri. Secondo un'altra versione Zeus si limitò ad ubriacarla per poi procedere all'apertura della prigione.
Campe è nominata anche nel libro Percy Jackson e gli dei dell'Olimpo: La battaglia del labirinto come guardiana del centimane Briareo.